# Gaëlle Enganamouit
Gaëlle Deborah Enganamouit (* 9. Juni 1992 in Yaoundé) ist eine kamerunische Fußballspielerin.

## Karriere

### Verein
Enganamouit startete ihre Karriere im Alter von zehn Jahren bei Lorema FC Filles de Yaoundé und wurde 2009 in das Championnat Féminin de Première Division befördert. Am 30. September 2011 wurde sie im Rahmen des Livecamerfoot Awards zur Spielerin des Jahres in Kamerun gewählt. Am 10. März 2012 wechselte sie aus Kamerun auf Leihbasis nach Serbien zu ZFK Spartak Subotica und gab ihr Debüt am 18. März gegen ŽFK LASK Crvena Zvezda. Nachdem sie mit ZFK Spartak Subotica das Double geholt hatte, kehrte sie nach den Olympischen Spielen 2012 in London zunächst zu ihrem Stammverein Lorema FC Filles de Yaoundé zurück. Anfang September 2012 verpflichtete ZFK Spartak Subotica die 19-jährige Kamerunerin fest. Zur Saison 2014 der Damallsvenskan wechselte Enganamouit zum Aufsteiger Eskilstuna United. Nachdem Enganamouit mit Eskilstuna ein Jahr später bereits die Vizemeisterschaft errungen hatte, wechselte sie weiter zum amtierenden Meister FC Rosengård. Dort kam sie, auch verletzungsbedingt, nur zu vier Ligaeinsätzen und wechselte im Februar 2017 zu Dalian Quanjian nach China.

### Nationalmannschaft
Im Juli 2012 wurde sie für die olympischen Sommerspiele 2012 in London nominiert. Sie kam in den drei Gruppenspielen der Kamerunerinnen zum Einsatz, konnte aber kein Tor erzielen. Kamerun schied mit drei Niederlagen aus. Bei der Fußball-Afrikameisterschaft der Frauen 2014 erzielte sie zunächst im Gruppenspiel beim 2:0 gegen Algerien beide Tore und dann im Halbfinale gegen die Elfenbeinküste das zwischenzeitliche 1:0. Das Spiel endete 2:1 nach Verlängerung, womit Kamerun das Finale erreichte und sich damit für die WM 2015 qualifizierte, bei der  sie zum kamerunischen Kader gehört.

## Auszeichnungen
- 2011: Spielerin des Jahres in Kamerun
- 2015: Afrikas Fußballerin des Jahres